# ポトマック軍
ポトマック軍（ポトマックぐん、Army of the Potomac）は、南北戦争の東部戦線における北軍の主力となった「軍」。なお、ポトマック軍の名称は、戦争初期に南軍でも使われたが、後にロバート・E・リー将軍の指揮で有名となる北バージニア軍に改称されている。

## 歴史
ポトマック「軍」は1861年に組織された。但し、「軍」という名称ではあるものの、創立当時の規模は戦争後期の「軍団」程度のものであった。創立時の中核部隊となったのは、北東バージニア軍管区（Department of Northeastern Virginia）と呼ばれた部隊である（北東バージニア軍と呼ばれることもある）。この部隊はアービン・マクドウェル准将の隷下にあり、開戦後の最初の大規模戦闘である第一次ブルランの戦いに参加し敗北した部隊であった。この敗北後、フィルーピーの戦いで勝利を得ていたジョージ・マクレラン少将が西部バージニアからワシントンD.C.に呼ばれ、マクドウェルの北東バージニア軍管区（5個師団）およびジョセフ・マンスフィールド（Joseph K. Mansfield）准将のワシントン軍管区（34個大隊・2個民兵部隊、2個旅団）からなるポトマック軍管区の指揮を命じられた。1861年7月26日、ナサニエル・バンクス少将のシェナンドー軍管区（3個旅団）がマクレランの指揮下に入り、同日に部隊名称が「ポトマック軍」とされた。さらに、ジョン・アダムズ・ディクスのバルチモア師団も加わった。また、バンクスの指揮する部隊は、ポトマック軍の歩兵師団となったが、旧北東バージニア軍管区の部隊は師団編成はされなかった。このため、編成時の戦力は、ディクス及びバンクスの2個師団に加え14個旅団、要塞兵力として5個連隊となった。10月には11個師団その他に再編され、1862年3月には軍団制が導入され5個軍団（第1～第5軍団）に編成された。ポトマック軍は、主として東バージニア、メリーランド及びペンシルバニアで発生した東部戦線での殆どの戦いに参加した。
エイブラハム・リンカーン大統領は、アメリカ連合国に対する攻勢作戦を求めたため、マクレランとポトマック軍は海路バージニア半島先端に上陸し、アメリカ連合国の首都リッチモンドを目指す半島方面作戦を実行した。1862年5月末にはリッチモンドに迫ったが攻撃はそこで頓挫した。6月後半、南軍のロバート・E・リーは反撃を開始し（七日間の戦い）、ポトマック軍は押し戻された。結局リッチモンドの攻略はならず、ポトマック軍は引き上げた。そこで隷下の5個軍団の内3個軍団をジョン・ポープ少将のバージニア軍支援のために派遣した。このため、ポープがポトマック軍の指揮を取ったと誤解されていることが多いが、この間ポトマック軍の司令部はワシントン郊外に置かれており、マクレランが引き続き指揮を執っていた。バージニア軍は北へ進行してきたリーの南軍（北バージニア軍）を迎え撃ったが、8月28日 ～ 8月30日の第二次ブルランの戦いで大敗北した。その後、ポープの指揮下にあった6個軍団はポトマック軍に吸収された。
マクレランは9月17日のアンティータムの戦いでリーに勝利し、この勝利によってリンカーンは奴隷解放宣言を出すことができ、また南軍の北進は停止してヨーロッパ諸国からの支援も期待できなくなった。しかし、リンカーンはマクレランが消極的であるとして解任し、アンブローズ・バーンサイドがポトマック軍の司令官に任命された。バーンサイドは軍をそれぞれ2個軍団と予備からなる、3個の「大師団（Grand Divisions）」に分割した。バーンサイドは再度リッチモンドを目指したが、12月13日にフレデリックスバーグの戦いに敗北し、翌1863年1月26日に解任され、ジョセフ・フッカーが軍司令官となった。フッカーは大師団を廃止し、それまでは各部隊に配属されていた騎兵をまとめ、騎兵軍団を組織した。フッカーは十分な補給を行った後に南進を開始したが、4月30日 ～ 5月6日のチャンセラーズヴィルの戦いで、戦力では半分以下のリーに敗北した。リーはこの勝利をきっかけに再度北上を開始した。リンカーンは、6月28日にフッカーを解任しジョージ・ミード少将がポトマック軍の指揮を執ることとなった。
7月1日 - 7月3日、南北戦争最大の激戦となったゲティスバーグの戦いでポトマック軍はリーの北バージニア軍に勝利した。この勝利が転換点となり、東部戦線でも北軍が優勢となった。但し、ミードは積極的にリーを追撃せず、戦争はさらに2年弱続くことになる。ポトマック軍は秋に2つの攻撃作戦、ブリストー方面作戦とマイン・ランの戦いを実行したが大した戦果を得られなかった。
1864年3月、ユリシーズ・グラントが中将に昇進し北軍全体の指揮を任せられた。グラントは作戦本部をポトマック軍司令部においた。ポトマック軍の司令官はミードのままであったが、それ以降実質的にはグラントが指揮をとる形となった。5月5日-7日の荒野の戦いでは両軍ともに大きな損害を出したが、グラントは前進を命令した。1週間後のスポットシルバニア・コートハウスの戦いでも北軍の損害は南軍より大きかったが、グラントは北軍は消耗に耐えうると確信しており、後退はしなかった。グラントはリッチモンドの南にある鉄道拠点であるピーターズバーグ (バージニア州)の攻略を計画し、1864年6月15日 - 1865年3月25日の9ヶ月間にわたるピーターズバーグ包囲戦が生じた。リーはピーターズバーグを脱出し、ノースカロライナ州にいた南軍の他の部隊と合流し、反撃を行うことを計画した。ポトマック軍は脱出した北バージニア軍を追撃し、連日の様に戦闘が行われたが、アポマトックス・コートハウスの戦いで敗れたリーは、1865年4月6日に降伏した。
戦争が終了すると、ポトマック軍は1865年5月23-24日に行われた大観閲式（Grand Review of the Armies）に参加し、6月28日に解散した。

## 著名な部隊

### 旅団

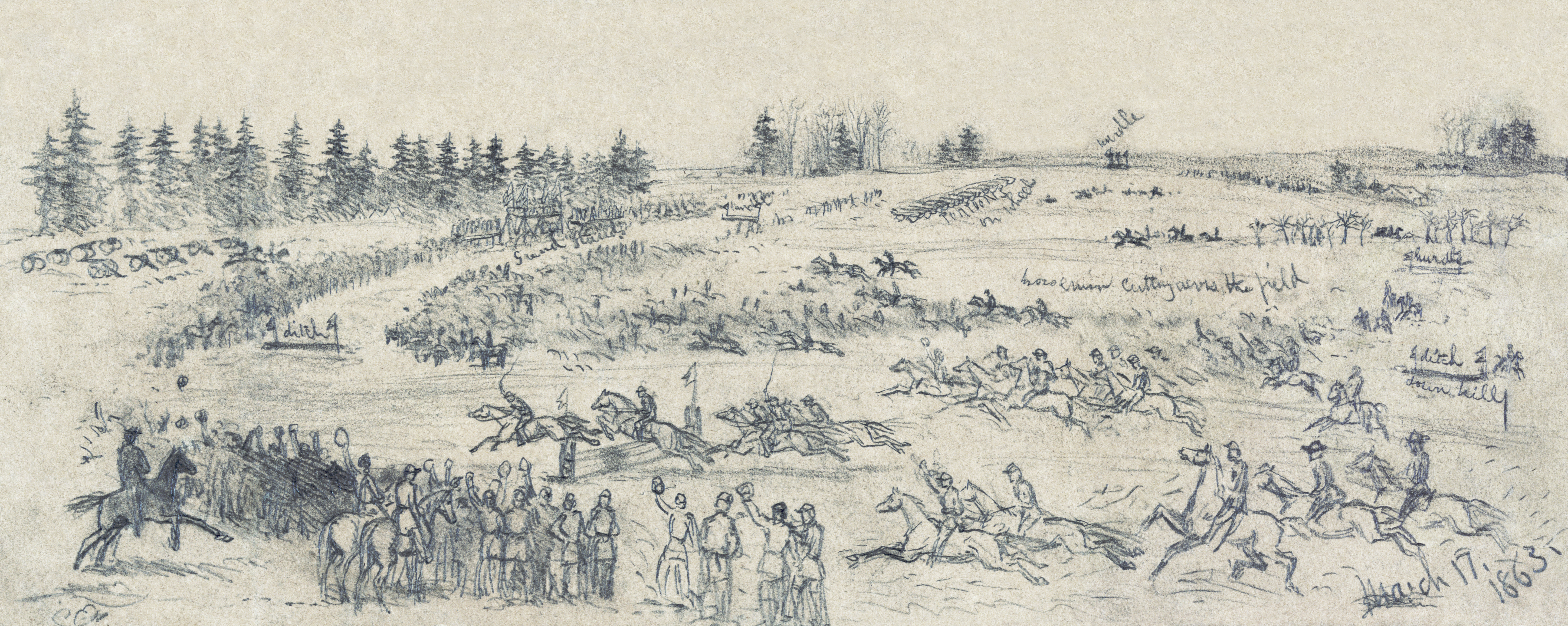
聖パトリックの日を祝うため障害競走を行う、ポトマック軍のアイリッシュ旅団。1863年3月17日、エドウィン・フォーブス（ Edwin Forbes）画

ポトマック軍の活動地域は、ワシントン、フィラデルフィア、ニューヨーク等の北部の大都市に近かったため、他の野戦軍に比べてメディアへの露出が多かった。構成部隊もまた有名になった。アイリッシュ旅団（Irish Brigade）、フィラデルフィア旅団（Philadelphia Brigade）、第一ニュージャージー旅団（First New Jersey Brigade）、バーモント旅団（Vermont Brigade）、アイアン旅団（Iron Brigade）等は、南北戦争中も戦争終了後も、一般大衆に良く知られていた。

### 軍団

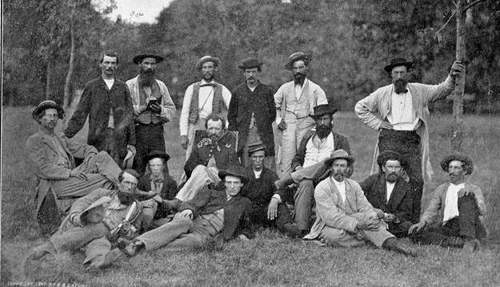
ポトマック軍の偵察部隊、マシュー・ブレイディ撮影

1862年3月、エイブラハム・リンカーン大統領はポトマック軍の下に軍団を編成した。（その時まで、マクレランは軍団の設置に抵抗していた。軍団はナポレオンの軍隊が初めて編成したものであるが、マクレランは彼の師団長達を昇進させる前に、彼らが半島方面作戰の戦闘で通用するかを見たかった。リンカーンはマクレランの合意を得ること無く、先任順に軍団長を任命した。）最初に編成されたのは、第1軍団（アービン・マクドウェル）、第2軍団（エドウィン・サムナー）、第3軍団（サミュエル・ハインツェルマン）、第4軍団（エラスムス・キース）及び第5軍団（ナサニエル・バンクス、後の第12軍団）であった。半島方面作戦前に、第1軍団と第5軍団がポトマック軍傘下より外されたため、マクレランはより彼に忠誠心を持つと思われる将軍が指揮する2個軍団を作戦中に編成した：第5軍団（再編成フィッツ・ジョン・ポーター）及び第6軍団（ウィリアム・B・フランクリン）である。
ポトマック軍に所属したことがある軍団には、第1~第6軍団に加え、第9軍団、第11軍団（フランツ・シーゲル）、第12軍団（ナサニエル・バンクス、旧第5軍団）があった。また当初は2個騎兵師団を有していたが、1863年には1個騎兵師団が追加され、計3個騎兵師団からなる騎兵軍団が編成された。しかし、これらの軍団全てが常にポトマック軍傘下にあった訳ではない。第4軍団は半島作戰終了後にバージニア軍管区に所属替えとなった。第9軍団は1863年2月に西部戦線へ一旦抽出され、東部戦線に戻った後もユリシーズ・グラントの直接指揮下にあったが、1864年5月にはポトマック軍に戻っている。1863年中はポトマック軍は8個軍団（第1、第2、第3、第5、第6、第11、第12及び騎兵）を有していたが、消耗と他方面への転出のために、1864年3月に4個軍団（第2、第5、第6及び騎兵）に再編された（5月に第9軍団が戻り、計5個軍団）。騎兵軍団の内2個師団はシェナンドー渓谷に派遣され、第2騎兵師団のみがポトマック軍に残された。しかしこの師団も、戦争の最終段階でフィリップ・シェリダン少将の指揮下に移された。

## 司令官
- 1861年5月27日-1861年7月25日：アービン・マクドウェル准将（北東バージニア軍管区）
- 1861年7月26日-1862年11月9日：ジョージ・マクレラン少将
- 1862年11月9日-1863年1月26日：アンブローズ・バーンサイド少将
- 1863年1月26日-1863年6月28日：ジョセフ・フッカー少将
- 1863年6月28日-1865年6月28日：ジョージ・ミード少将
  - ミード不在中、ジョン・パーク少将が4度代理で指揮をとっている
  - 陸軍総司令官となったユリシーズ・グラント（当時中将）は、1864年5月から1865年4月にかけて、自身の司令部をポトマック軍司令部に置き、ミードに指示を出していたが、ポトマック軍司令官はミードであった。

## 参加した主要な戦闘
- 第一次ブルランの戦い 、マクドウェル
- 半島方面作戦（ 七日間の戦いを含む）、マクレラン
- 北バージニア方面作戦（第二次ブルランの戦い を含む）
  - バージニア軍に3個軍団を派遣
- メリーランド方面作戦（アンティータムの戦い を含む）、マクレラン
- フレデリックスバーグの戦い、バーンサイド
- チャンセラーズヴィルの戦い、フッカー
- ゲティスバーグ方面作戦、ミード
- ブリストー方面作戦、ミード
- マイン・ランの戦い、ミード
- オーバーランド方面作戦、ミード
- リッチモンド・ピータースバーグ方面作戦（ クレーターの戦いを含む）、ミード
- アポマトックス方面作戦（アポマトックス・コートハウスでのリーの降伏を含む）、ミード

## 戦闘序列

### 第一次ブルランの戦い
北東バージニア軍
| 軍                                                  | 師団                                | 旅団 |
| --------------------------------------------------- | ----------------------------------- | --- |
| 北東バージニア軍総司令官 アービン・マクドウェル少将 | 第1師団 Daniel Tyler准将            | - 第1旅団（4個連隊） - 第2旅団（3個連隊、砲兵2個中隊） - 第3旅団（4個連隊、砲兵1個中隊） - 第4旅団（4個連隊、砲兵2個中隊） |
| 北東バージニア軍総司令官 アービン・マクドウェル少将 | 第2師団 デイビッド・ハンター准将    | - 第1旅団（3個連隊・2個大隊、騎兵1個大隊、砲兵1個中隊） - 第2旅団（4個連隊、砲兵1個中隊）                                  |
| 北東バージニア軍総司令官 アービン・マクドウェル少将 | 第3師団 Samuel P. Heintzelman准将   | - 第1旅団（4個連隊、砲兵1個中隊） - 第2旅団（4個連隊、砲兵1個中隊） - 第3旅団（4個連隊）                                   |
| 北東バージニア軍総司令官 アービン・マクドウェル少将 | 第4師団（予備） Theodore Runyon准将 | 旅団化されず（8個連隊） |
| 北東バージニア軍総司令官 アービン・マクドウェル少将 | 第5師団 Dixon S. Miles大佐          | - 第1旅団（5個連隊、砲兵1個中隊） - 第2旅団（5個連隊、砲兵1個中隊）                                                        |

### 半島方面作戦
軍司令官：マクレラン少将
| 軍団                              | 師団                                       | 旅団 |
| --------------------------------- | ------------------------------------------ | --- |
| 第2軍団 エドウィン・サムナー准将  | 第1師団 Israel B. Richardson准将           | - 第1旅団（4個連隊） - 第2旅団（アイリッシュ旅団、3個連隊） - 第3旅団（4個連隊） - 砲兵部隊（5個砲兵中隊、砲24門）                              |
| 第2軍団 エドウィン・サムナー准将  | 第2師団 ジョン・セジウィック准将           | - 第1旅団（4個連隊） - 第2旅団（フィラデルフィア旅団、4個連隊） - 第3旅団（4個連隊） - 砲兵部隊（4個砲兵中隊、砲20門）                          |
| 第2軍団 エドウィン・サムナー准将  | 騎兵予備                                   | - 騎兵2個連隊（旅団編制されず） |
| 第3軍団 Samuel P. Heintzelman准将 | 第1師団 フィッツ・ジョン・ポーター准将     | - 第1旅団（5個連隊） - 第2旅団（4個連隊） - 第3旅団（6個連隊） - 砲兵部隊（4個砲兵中隊、砲22門+）                                               |
| 第3軍団 Samuel P. Heintzelman准将 | 第2師団 ジョセフ・フッカー准将             | - 第1旅団（4個連隊） - 第2旅団（エクセルシオール旅団、5個連隊） - 第3旅団（第2ニュージャージー旅団、4個連隊） - 砲兵部隊（4個砲兵中隊、砲22門） |
| 第3軍団 Samuel P. Heintzelman准将 | 第3師団 Charles Smith Hamilton准将         | - 第1旅団（4個連隊） - 第2旅団（4個連隊） - 第3旅団（4個連隊） - 砲兵部隊（3個砲兵中隊、砲14門）                                                |
| 第3軍団 Samuel P. Heintzelman准将 | 騎兵予備                                   | - 1個騎兵連隊 |
| 第4軍団 Erasmus D. Keyes准将      | 第1師団 ダライアス・コウチ准将             | - 第1旅団（4個連隊） - 第2旅団（5個連隊） - 第3旅団（5個連隊） - 砲兵部隊（4個砲兵中隊、砲16門）                                                |
| 第4軍団 Erasmus D. Keyes准将      | 第2師団 ウィリアム・ファーラー・スミス准将 | - 第1旅団（4個連隊） - 第2旅団（第1バーモント旅団、5個連隊） - 第3旅団（第2ニュージャージー旅団、4個連隊） - 砲兵部隊（4個砲兵中隊、砲18門）    |
| 第4軍団 Erasmus D. Keyes准将      | 第3師団 Silas Casey准将                    | - 第1旅団（5個連隊） - 第2旅団（4個連隊） - 第3旅団（5個連隊） - 砲兵部隊（3個砲兵中隊、砲22門）                                                |
| 第4軍団 Erasmus D. Keyes准将      | 騎兵予備                                   | - 1個騎兵連隊 |
| 予備                              | 騎兵師団 Philip St. George Cooke准将       | - 第1騎兵旅団（3個騎兵連隊） - 第2騎兵旅団（3個騎兵連隊）                                                                                       |
| 予備                              | 砲兵 ヘンリー・J・ハント准将               | - 19個砲兵中隊 |
| 予備                              | 工兵                                       | |
| 予備                              | 歩兵 George Sykes准将                      | - 10個歩兵連隊 |

### 七日間の戦い
軍司令官：マクレラン少将
| 軍団                                    | 師団                                                                            | 旅団 |
| --------------------------------------- | ------------------------------------------------------------------------------- | --- |
| 第2軍団 エドウィン・サムナー准将        | 第1師団 Israel B. Richardson准将                                                | - 第1旅団（4個連隊） - 第2旅団（アイリッシュ旅団、4個連隊） - 第3旅団（6個連隊） - 砲兵部隊（3個砲兵中隊）                                                                                           |
| 第2軍団 エドウィン・サムナー准将        | 第2師団 ジョン・セジウィック准将                                                | - 第1旅団（6個連隊） - 第2旅団（フィラデルフィア旅団、4個連隊） - 第3旅団（4個連隊） - 砲兵部隊（2個砲兵中隊）                                                                                       |
| 第2軍団 エドウィン・サムナー准将        | 砲兵予備                                                                        | - 砲兵3個中隊 |
| 第2軍団 エドウィン・サムナー准将        | 騎兵予備                                                                        | - 騎兵1個連隊 |
| 第3軍団 Samuel P. Heintzelman准将       | 第2師団 ジョセフ・フッカー准将                                                  | - 第1旅団（5個連隊） - 第2旅団（エクセルシオール旅団、5個連隊） - 第3旅団（第2ニュージャージー旅団、5個連隊） - 砲兵部隊（3個砲兵中隊）                                                              |
| 第3軍団 Samuel P. Heintzelman准将       | 第3師団 フィリップ・カーニー准将                                                | - 第1旅団（5個連隊） - 第2旅団（5個連隊） - 第3旅団（5個連隊） - 砲兵部隊（2個砲兵中隊） |
| 第3軍団 Samuel P. Heintzelman准将       | 砲兵予備                                                                        | - 3個砲兵中隊 |
| 第3軍団 Samuel P. Heintzelman准将       | 騎兵予備                                                                        | - 1個騎兵連隊 |
| 第4軍団 Erasmus D. Keyes准将            | 第1師団 ダライアス・コウチ准将                                                  | - 第1旅団（5個連隊） - 第2旅団（5個連隊） - 第3旅団（4個連隊） - 砲兵部隊（2個砲兵中隊） |
| 第4軍団 Erasmus D. Keyes准将            | 第2師団 John J. Peck准将                                                        | - 第1旅団（5個連隊） - 第2旅団（8個連隊） - 砲兵部隊（2個砲兵中隊） |
| 第4軍団 Erasmus D. Keyes准将            | 砲兵予備                                                                        | - 4個砲兵中隊 |
| 第4軍団 Erasmus D. Keyes准将            | 騎兵予備                                                                        | - 1個騎兵連隊 |
| 第5軍団 フィッツ・ジョン・ポーター准将  | 第1師団 George W. Morell准将                                                    | - 第1旅団（6個連隊・1個狙撃兵中隊） - 第2旅団（4個連隊） - 第3旅団（5個連隊・1個狙撃兵中隊） - 砲兵部隊（4個砲兵中隊） - 狙撃兵部隊（1個砲兵連隊）                                                   |
| 第5軍団 フィッツ・ジョン・ポーター准将  | 第2師団 George Sykes准将                                                        | - 第1旅団（4個連隊） - 第2旅団（5個連隊） - 第3旅団（2個連隊） - 砲兵部隊（2個砲兵中隊） |
| 第5軍団 フィッツ・ジョン・ポーター准将  | 第3師団（正規軍ペンシルバニア予備師団） George A. McCall准将 Truman Seymour准将 | - 第1旅団（5個連隊） - 第2旅団（5個連隊） - 第3旅団（5個連隊） - 砲兵部隊（4個砲兵中隊） - 騎兵部隊（1個騎兵連隊）                                                                                   |
| 第5軍団 フィッツ・ジョン・ポーター准将  | 騎兵                                                                            | - 1個騎兵連隊 |
| 第6軍団 ウィリアム・B・フランクリン准将 | 第1師団 ヘンリー・W・スローカム准将                                             | - 第1旅団（4個連隊） - 第2旅団（4個連隊） - 第3旅団（4個連隊） - 砲兵部隊（3個砲兵中隊） |
| 第6軍団 ウィリアム・B・フランクリン准将 | 第2師団 ウィリアム・ファーラー・スミス准将                                      | - 第1旅団（4個連隊） - 第2旅団（5個連隊） - 第3旅団（5個連隊） - 砲兵部隊（4個砲兵中隊） - 騎兵部隊（1個騎兵連隊）                                                                                   |
| 第6軍団 ウィリアム・B・フランクリン准将 | 騎兵                                                                            | - 1個騎兵連隊 |
| 予備                                    | 騎兵師団 Philip St. George Cooke准将                                            | - 第1騎兵旅団（2個騎兵連隊） - 第2騎兵旅団（2個騎兵連隊） |
| 予備                                    | 砲兵 ヘンリー・J・ハント准将                                                    | - 第1砲兵旅団（6個砲兵中隊） - 第2砲兵旅団（6個砲兵中隊） - 第3砲兵旅団（4個砲兵中隊） - 第4砲兵旅団（2個砲兵中隊） - 第5砲兵旅団（3個砲兵中隊） - 独立部隊（2個砲兵中隊） - 列車重砲（1個重砲中隊） |
|                                         | ケーシー部隊 Silas Casey准将                                                    | - 1個騎兵連隊 - 1個歩兵連隊 - 1個砲兵中隊 |

### アンティータムの戦い
軍司令官：マクレラン少将
| 軍団                                                                      | 師団 | 旅団 |
| ------------------------------------------------------------------------- | --- | --- |
| 第1軍団 ジョセフ・フッカー少将                                            | 第1師団 アブナー・ダブルデイ准将                                                                           | - 第1旅団（5個連隊） - 第2旅団（4個連隊） - 第3旅団（4個連隊） - 第4旅団（4個連隊） - 砲兵部隊（4個砲兵中隊）                                                                                    |
| 第1軍団 ジョセフ・フッカー少将                                            | 第2師団 ジェイムズ・リケッツ准将                                                                           | - 第1旅団（4個連隊） - 第2旅団（4個連隊） - 第3旅団（4個連隊） - 砲兵部隊（2個砲兵中隊） |
| 第1軍団 ジョセフ・フッカー少将                                            | 第3師団 ジョージ・ミード准将 Truman Seymour准将                                                            | - 第1旅団（5個連隊） - 第2旅団（4個連隊） - 第3旅団（4個連隊） - 砲兵部隊（3個砲兵中隊） |
| 第2軍団 エドウィン・サムナー准将                                          | 第1師団 Israel B. Richardson少将（致命傷） John C. Caldwell准将 ウィンフィールド・スコット・ハンコック准将 | - 第1旅団（4個連隊） - 第2旅団（アイリッシュ旅団、3個連隊） - 第3旅団（4個連隊） - 砲兵部隊（5個砲兵中隊、砲24門）                                                                               |
| 第2軍団 エドウィン・サムナー准将                                          | 第2師団 ジョン・セジウィック少将（負傷） オリバー・O・ハワード准将                                         | - 第1旅団（6個連隊） - 第2旅団（フィラデルフィア旅団、4個連隊） - 第3旅団（5個連隊） - 砲兵部隊（2個砲兵中隊）                                                                                   |
| 第2軍団 エドウィン・サムナー准将                                          | 第3師団 William H. French准将                                                                              | - 第1旅団（4個連隊） - 第2旅団（3個連隊） - 第3旅団（3個連隊） |
| 第2軍団 エドウィン・サムナー准将                                          | - 3個砲兵中隊                                                                                              | |
| 第4軍団                                                                   | 第1師団 ダライアス・コウチ准将                                                                             | - 第1旅団（4個連隊） - 第2旅団（5個連隊） - 第3旅団（6個連隊） - 砲兵部隊（4個砲兵中隊） |
| 第5軍団 フィッツ・ジョン・ポーター少将                                    | 第1師団 George W. Morell少将                                                                               | - 第1旅団（8個連隊） - 第2旅団（6個連隊） - 第3旅団（7個連隊） - 砲兵部隊（3個砲兵中隊） - 狙撃兵連隊                                                                                            |
| 第5軍団 フィッツ・ジョン・ポーター少将                                    | 第2師団 George Sykes准将                                                                                   | - 第1旅団（6個連隊） - 第2旅団（4個連隊） - 第3旅団（2個連隊） - 砲兵部隊（3個砲兵中隊） |
| 第5軍団 フィッツ・ジョン・ポーター少将                                    | 第3師団 アンドリュー・A・ハンフリーズ准将                                                                  | - 第1旅団（4個連隊） - 第2旅団（4個連隊） - 砲兵部隊（2個砲兵中隊） |
| 第5軍団 フィッツ・ジョン・ポーター少将                                    | 砲兵予備                                                                                                   | - 7個砲兵中隊 |
| 第6軍団 ウィリアム・B・フランクリン少将                                   | 第1師団 ヘンリー・W・スローカム少将                                                                        | - 第1旅団（4個連隊） - 第2旅団（4個連隊） - 第3旅団（4個連隊） - 砲兵部隊（4個砲兵中隊） |
| 第6軍団 ウィリアム・B・フランクリン少将                                   | 第2師団 ウィリアム・ファーラー・スミス少将                                                                 | - 第1旅団（5個連隊） - 第2旅団（5個連隊） - 第3旅団（5個連隊） - 砲兵部隊（3個砲兵中隊） |
| 第9軍団 アンブローズ・バーンサイド少将                                    | 第1師団 Orlando B. Willcox准将                                                                             | - 第1旅団（4個連隊） - 第2旅団（4個連隊） - 砲兵部隊（2個砲兵中隊） |
| 第9軍団 アンブローズ・バーンサイド少将                                    | 第2師団 Samuel D. Sturgis准将                                                                              | - 第1旅団（4個連隊） - 第2旅団（4個連隊） - 砲兵部隊（2個砲兵中隊） |
| 第9軍団 アンブローズ・バーンサイド少将                                    | 第3師団 Isaac P. Rodman准将（致命傷） Edward Harland大佐 John Parke少将                                    | - 第1旅団（3個連隊） - 第2旅団（4個連隊） - 砲兵部隊（1個砲兵中隊） |
| 第9軍団 アンブローズ・バーンサイド少将                                    | カナワ師団 Eliakim P. Scammon大佐                                                                          | - 第1旅団（6個連隊） - 第2旅団（5個連隊） |
| 第9軍団 アンブローズ・バーンサイド少将                                    | - 2個騎兵連隊 - 1個歩兵連隊                                                                                | |
| 第12軍団 Joseph K. Mansfield少将（致命傷） アルフェウス・ウィリアムズ准将 | 第1師団 アルフェウス・ウィリアムズ准将 サミュエル・クロウフォード准将（負傷） George Henry Gordon准将      | - 第1旅団（6個連隊） - 第3旅団（6個連隊） |
| 第12軍団 Joseph K. Mansfield少将（致命傷） アルフェウス・ウィリアムズ准将 | 第2師団 ジョージ・S・グリーン准将                                                                          | - 第1旅団（4個連隊） - 第2旅団（3個連隊） - 第3旅団（4個連隊） |
| 第12軍団 Joseph K. Mansfield少将（致命傷） アルフェウス・ウィリアムズ准将 | 砲兵 | - 7個砲兵中隊 |
| 騎兵                                                                      | 騎兵師団 アルフレッド・プレソントン准将                                                                    | - 第1騎兵旅団（2個騎兵連隊） - 第2騎兵旅団（4個騎兵連隊） - 第3騎兵旅団（2個騎兵連隊） - 第4騎兵旅団（2個騎兵連隊） - 第5騎兵旅団（2個騎兵連隊） - 騎馬砲兵（4個騎馬砲兵中隊） - 1個独立騎兵連隊 |

### フレデリックバーグの戦い
軍司令官：バーンサイド少将
| 大師団                                     | 軍団                                   | 師団 |
| ------------------------------------------ | -------------------------------------- | --- |
| 右翼大師団 エドウィン・サムナー少将        | 第2軍団 ダライアス・コウチ少将         | - 第1師団：ウィンフィールド・ハンコック准将 - 第2師団：オリバー・ハワード准将 - 第3師団：William French准将 - 砲兵予備                          |
| 右翼大師団 エドウィン・サムナー少将        | 第9軍団 Orlando B. Willcox准将         | - 第1師団：William Burns准将 - 第2師団：Samuel Sturgis准将 - 第3師団：George Getty准将                                                          |
| 右翼大師団 エドウィン・サムナー少将        | 騎兵                                   | - 騎兵師団：アルフレッド・プレソントン准将 |
| 中央大師団 ジョセフ・フッカー少将          | 第3軍団 ジョージ・ストーンマン少将     | - 第1師団：David Birney准将 - 第2師団：ダニエル・シックルズ准将 - 第3師団：Amiel Whipple准将                                                    |
| 中央大師団 ジョセフ・フッカー少将          | 第5軍団 ダニエル・バターフィールド准将 | - 第1師団：Charles Griffin准将 - 第2師団：George Sykes准将 - 第3師団：アンドリュー・ハンフリーズ准将 - 騎兵旅団：William Averell准将 - 砲兵部隊 |
| 左翼大師団 ウィリアム・B・フランクリン少将 | 第1軍団 ジョン・F・レイノルズ少将      | - 第1師団：アブナー・ダブルデイ准将 - 第2師団：ジョン・ギボン准将 - 第3師団：ジョージ・ミード少将                                               |
| 左翼大師団 ウィリアム・B・フランクリン少将 | 第6軍団 ウィリアム・スミス准将         | - 第1師団：William Brooks准将 - 第2師団：Albion Howe准将 - 第3師団：John Newton准将 - 騎兵旅団：George Dashiell Bayard准将 - 砲兵部隊           |

### チャンセラーズヴィルの戦い
軍司令官：フッカー少将
| 軍団                                 | 師団                                                         | 旅団 |
| ------------------------------------ | ------------------------------------------------------------ | --- |
| 第1軍団 ジョン・F・レイノルズ少将    | 第1師団 ジェイムズ・ワズワース准将                           | - 第1旅団（4個連隊） - 第2旅団（5個連隊） - 第3旅団（5個連隊） - 第4旅団（5個連隊） - 砲兵部隊（3個砲兵中隊）                   |
| 第1軍団 ジョン・F・レイノルズ少将    | 第2師団 John C. Robinson准将                                 | - 第1旅団（4個連隊） - 第2旅団（4個連隊） - 第3旅団（5個連隊） - 砲兵部隊（4個砲兵中隊）                                        |
| 第1軍団 ジョン・F・レイノルズ少将    | 第3師団 アブナー・ダブルデイ少将                             | - 第1旅団（4個連隊） - 第2旅団（3個連隊） - 砲兵部隊（3個砲兵中隊）                                                             |
| 第2軍団 ダライアス・コウチ少将       | 第1師団 ウィンフィールド・スコット・ハンコック少将           | - 第1旅団（4個連隊） - 第2旅団（アイリッシュ旅団、5個連隊） - 第3旅団（4個連隊） - 第4旅団（5個連隊） - 砲兵部隊（2個砲兵中隊） |
| 第2軍団 ダライアス・コウチ少将       | 第2師団 ジョン・ギボン准将                                   | - 第1旅団（5個連隊） - 第2旅団（フィラデルフィア旅団、4個連隊） - 第3旅団（6個連隊） - 1個狙撃兵中隊 - 砲兵部隊（2個砲兵中隊）  |
| 第2軍団 ダライアス・コウチ少将       | 第3師団 William H. French准将                                | - 第1旅団（6個連隊） - 第2旅団（4個連隊） - 第3旅団（3個連隊） - 砲兵部隊（2個砲兵中隊） - 憲兵隊（4個中隊）                    |
| 第2軍団 ダライアス・コウチ少将       | 砲兵予備                                                     | - 2個砲兵中隊 |
| 第3軍団 ダニエル・シックルズ少将     | 第1師団 David B. Birney准将                                  | - 第1旅団（6個連隊） - 第2旅団（6個連隊） - 第3旅団（5個連隊） - 砲兵部隊（3個砲兵中隊）                                        |
| 第3軍団 ダニエル・シックルズ少将     | 第2師団 Hiram G.Berry少将（戦死） Joseph B. Carr准将         | - 第1旅団（5個連隊） - 第2旅団（6個連隊） - 第3旅団（6個連隊） - 砲兵部隊（4個砲兵中隊）                                        |
| 第3軍団 ダニエル・シックルズ少将     | 第3師団 Amiel W. Whipple准将（致命傷） Charles K. Graham准将 | - 第1旅団（3個連隊） - 第2旅団（3個連隊） - 第3旅団（2個連隊） - 砲兵部隊（3個砲兵中隊）                                        |
| 第5軍団 ジョージ・ミード少将         | 第1師団 Charles Griffin准将                                  | - 第1旅団（8個連隊） - 第2旅団（5個連隊） - 第3旅団（7個連隊） - 砲兵部隊（4個砲兵中隊）                                        |
| 第5軍団 ジョージ・ミード少将         | 第2師団 George Sykes准将                                     | - 第1旅団（4個連隊） - 第2旅団（6個連隊） - 第3旅団（3個連隊） - 砲兵部隊（2個砲兵中隊）                                        |
| 第5軍団 ジョージ・ミード少将         | 第3師団 アンドリュー・A・ハンフリーズ准将                    | - 第1旅団（4個連隊） - 第2旅団（4個連隊） - 砲兵部隊（2個砲兵中隊）                                                             |
| 第6軍団 ジョン・セジウィック少将     | 第1師団 William T. H. Brooks准将                             | - 第1旅団（5個連隊） - 第2旅団（個連隊） - 第3旅団（5個連隊） - 砲兵部隊（4個砲兵中隊） - 憲兵隊（3個中隊）                     |
| 第6軍団 ジョン・セジウィック少将     | 第2師団 Albion P. Howe准将                                   | - 第2旅団（6個連隊） - 第3旅団（6個連隊） - 砲兵部隊（2個砲兵中隊）                                                             |
| 第6軍団 ジョン・セジウィック少将     | 第3師団 John Newton准将                                      | - 第1旅団（5個連隊） - 第2旅団（5個連隊） - 第3旅団（5個連隊） - 砲兵部隊（2個砲兵中隊）                                        |
| 第6軍団 ジョン・セジウィック少将     | 軽師団 Calvin E. Pratt准将                                   | - 5個連隊 - 1個砲兵中隊 |
| 第11軍団 オリバー・O・ハワード少将   | 第1師団 Charles Devens准将（負傷） Nathaniel McLean准将      | - 第1旅団（4個連隊） - 第2旅団（5個連隊） - 砲兵部隊（1個砲兵中隊） - 憲兵部隊（1個中隊）                                       |
| 第11軍団 オリバー・O・ハワード少将   | 第2師団 Adolph von Steinwehr准将                             | - 第1旅団（4個連隊） - 第2旅団（4個連隊） - 砲兵部隊（1個砲兵中隊）                                                             |
| 第11軍団 オリバー・O・ハワード少将   | 第3師団 カール・シュルツ少将                                 | - 第1旅団（5個連隊） - 第2旅団（4個連隊） - 独立1個歩兵連隊 - 砲兵部隊（1個砲兵中隊）                                           |
| 第11軍団 オリバー・O・ハワード少将   | 砲兵予備                                                     | - 3個砲兵中隊 |
| 第12軍団 ヘンリー・W・スローカム少将 | 第1師団 アルフェウス・ウィリアムズ准将                       | - 第1旅団（4個連隊） - 第2旅団（4個連隊） - 第3旅団（5個連隊） - 砲兵部隊（3個砲兵中隊）                                        |
| 第12軍団 ヘンリー・W・スローカム少将 | 第2師団 ジョン・ギアリー准将                                 | - 第1旅団（6個連隊） - 第2旅団（5個連隊） - 第3旅団（5個連隊） - 砲兵部隊（2個砲兵中隊）                                        |
| 騎兵軍団 ジョージ・ストーンマン准将  | 第1騎兵師団 アルフレッド・プレソントン准将                   | - 第1騎兵旅団（4個騎兵連隊） - 第2騎兵旅団（4個騎兵連隊） - 砲兵部隊（1個砲兵中隊）                                             |
| 騎兵軍団 ジョージ・ストーンマン准将  | 第2騎兵師団 William W. Averell准将                           | - 第1騎兵旅団（4個騎兵連隊） - 第2騎兵旅団（3個騎兵連隊） - 砲兵部隊（1個砲兵中隊）                                             |
| 騎兵軍団 ジョージ・ストーンマン准将  | 第3騎兵師団 デイビッド・グレッグ准将                         | - 第1騎兵旅団（3個騎兵連隊） - 第2騎兵旅団（4個騎兵連隊）                                                                       |
| 騎兵軍団 ジョージ・ストーンマン准将  | 軍団直轄騎兵予備 ジョン・ビュフォード准将                    | - 5個騎兵連隊 |
| 騎兵軍団 ジョージ・ストーンマン准将  | 騎馬砲兵隊 James M. Robertson大佐                            | - 3個騎馬砲兵中隊 |
| 砲兵部隊 ヘンリー・J・ハント准将     | 砲兵予備旅団                                                 | - 12個砲兵中隊 |
| 砲兵部隊 ヘンリー・J・ハント准将     | 鉄道護衛部隊                                                 | - 1個連隊（7個中隊） |

### ゲティスバーグの戦い
軍司令官：ミード少将
| 軍団                                                                                 | 師団                                                                   | 旅団                                                                                                  |
| ------------------------------------------------------------------------------------ | ---------------------------------------------------------------------- | --- |
| 第1軍団 ジョン・F・レイノルズ少将（戦死） アブナー・ダブルデイ少将 John Newton少将   | 第1師団 ジェイムズ・ワズワース准将                                     | - 第1旅団（5個連隊） - 第2旅団（6個連隊）                                                             |
| 第1軍団 ジョン・F・レイノルズ少将（戦死） アブナー・ダブルデイ少将 John Newton少将   | 第2師団 John C. Robinson准将                                           | - 第1旅団（5個連隊） - 第2旅団（6個連隊）                                                             |
| 第1軍団 ジョン・F・レイノルズ少将（戦死） アブナー・ダブルデイ少将 John Newton少将   | 第3師団 アブナー・ダブルデイ少将 Thomas A. Rowley                      | - 第1旅団（4個連隊） - 第2旅団（3個連隊） - 第3旅団（3個連隊）                                        |
| 第1軍団 ジョン・F・レイノルズ少将（戦死） アブナー・ダブルデイ少将 John Newton少将   | - 砲兵旅団（6個砲兵中隊）                                              | |
| 第2軍団 ウィンフィールド・ハンコック少将（負傷） ジョン・ギボン准将 William Hays准将 | 第1師団 John C. Caldwell准将                                           | - 第1旅団（4個連隊） - 第2旅団（アイリッシュ旅団、5個連隊） - 第3旅団（4個連隊） - 第4旅団（5個連隊） |
| 第2軍団 ウィンフィールド・ハンコック少将（負傷） ジョン・ギボン准将 William Hays准将 | 第2師団 ジョン・ギボン准将（負傷） William Harrow准将                  | - 第1旅団（4個連隊） - 第2旅団（フィラデルフィア旅団、4個連隊） - 第3旅団（5個連隊） - 独立狙撃兵連隊 |
| 第2軍団 ウィンフィールド・ハンコック少将（負傷） ジョン・ギボン准将 William Hays准将 | 第3師団 Alexander Hays准将                                             | - 第1旅団（4個連隊） - 第2旅団（5個連隊） - 第3旅団（4個連隊）                                        |
| 第2軍団 ウィンフィールド・ハンコック少将（負傷） ジョン・ギボン准将 William Hays准将 | - 砲兵旅団（5個砲兵中隊）                                              | |
| 第3軍団 ダニエル・シックルズ少将（負傷） David B. Birney少将                         | 第1師団 David B. Birney准将                                            | - 第1旅団（6個連隊） - 第2旅団（8個連隊） - 第3旅団（5個連隊）                                        |
| 第3軍団 ダニエル・シックルズ少将（負傷） David B. Birney少将                         | 第2師団 アンドリュー・A・ハンフリーズ准将                              | - 第1旅団（6個連隊） - 第2旅団（6個連隊） - 第3旅団（6個連隊）                                        |
| 第3軍団 ダニエル・シックルズ少将（負傷） David B. Birney少将                         | - 砲兵旅団（5個砲兵中置）                                              | |
| 第5軍団 George Sykes少将                                                             | 第1師団 James Barnes准将                                               | - 第1旅団（4個連隊） - 第2旅団（4個連隊） - 第3旅団（4個連隊）                                        |
| 第5軍団 George Sykes少将                                                             | 第2師団 Romeyn B. Ayres准将                                            | - 第1旅団（5個連隊） - 第2旅団（5個連隊） - 第3旅団（5個連隊）                                        |
| 第5軍団 George Sykes少将                                                             | 第3師団 サミュエル・クロウフォード准将                                 | - 第1旅団（4個連隊） - 第3旅団（5個連隊）                                                             |
| 第5軍団 George Sykes少将                                                             | - 砲兵旅団（5個砲兵中置）                                              | |
| 第6軍団 ジョン・セジウィック少将                                                     | 第1師団 ホレイショ・ライト准将                                         | - 第1旅団（4個連隊） - 第2旅団（4個連隊） - 第3旅団（4個連隊） - 憲兵隊（3個中隊）                    |
| 第6軍団 ジョン・セジウィック少将                                                     | 第2師団 Albion P. Howe准将                                             | - 第2旅団（5個連隊） - 第3旅団（6個連隊）                                                             |
| 第6軍団 ジョン・セジウィック少将                                                     | 第3師団 John Newton少将 Frank Wheaton准将                              | - 第1旅団（5個連隊） - 第2旅団（4個連隊） - 第3旅団（4個連隊）                                        |
| 第6軍団 ジョン・セジウィック少将                                                     | - 砲兵旅団（8個砲兵中隊）                                              | |
| 第11軍団 オリバー・O・ハワード少将 カール・シュルツ少将                              | 第1師団 フランシス・C・バーロー准将（負傷） アデルバート・エイムズ准将 | - 第1旅団（4個連隊） - 第2旅団（4個連隊）                                                             |
| 第11軍団 オリバー・O・ハワード少将 カール・シュルツ少将                              | 第2師団 Adolph von Steinwehr准将                                       | - 第1旅団（4個連隊） - 第2旅団（4個連隊）                                                             |
| 第11軍団 オリバー・O・ハワード少将 カール・シュルツ少将                              | 第3師団 カール・シュルツ少将 Alexander Schimmelfennig准将              | - 第1旅団（5個連隊） - 第2旅団（5個連隊）                                                             |
| 第11軍団 オリバー・O・ハワード少将 カール・シュルツ少将                              | - 砲兵旅団（5個砲兵中隊）                                              | |
| 第12軍団 ヘンリー・W・スローカム少将 アルフェウス・ウィリアムズ准将                  | 第1師団 アルフェウス・ウィリアムズ准将 Thomas H. Ruger准将             | - 第1旅団（6個連隊） - 第3旅団（5個連隊）                                                             |
| 第12軍団 ヘンリー・W・スローカム少将 アルフェウス・ウィリアムズ准将                  | 第2師団 ジョン・ギアリー准将                                           | - 第1旅団（6個連隊） - 第2旅団（3個連隊） - 第3旅団（5個連隊）                                        |
| 第12軍団 ヘンリー・W・スローカム少将 アルフェウス・ウィリアムズ准将                  | 軍団直轄                                                               | - 1個旅団                                                                                             |
| 第12軍団 ヘンリー・W・スローカム少将 アルフェウス・ウィリアムズ准将                  | - 砲兵旅団（4個砲兵中隊）                                              | |
| 騎兵軍団 アルフレッド・プレソントン少将                                              | 第1騎兵師団 ジョン・ビュフォード准将                                   | - 第1騎兵旅団（3個騎兵連隊） - 第2騎兵旅団（4個騎兵連隊） - 予備旅団（5個騎兵連隊）                   |
| 騎兵軍団 アルフレッド・プレソントン少将                                              | 第2騎兵師団 デイビッド・グレッグ准将                                   | - 第1騎兵旅団（7個騎兵連隊） - 第3騎兵旅団（4個騎兵連隊）                                             |
| 騎兵軍団 アルフレッド・プレソントン少将                                              | 第3騎兵師団 ジャドソン・キルパトリック准将                             | - 第1騎兵旅団（4個騎兵連隊） - 第2騎兵旅団（4個騎兵連隊）                                             |
| 騎兵軍団 アルフレッド・プレソントン少将                                              | 騎馬砲兵隊                                                             | - 第1騎馬砲兵旅団（5個騎馬砲兵中隊） - 第2騎馬砲兵旅団（3個騎馬砲兵中隊）                             |
| 砲兵予備 Robert O. Tyler准将                                                         | 砲兵予備                                                               | - 5個砲兵旅団 - 鉄道護衛部隊（7個歩兵中隊）                                                           |

### ブリストー方面作戦
軍司令官：ミード少将
| 軍団                                                            | 師団                                       | 旅団                                                                                                  |
| --------------------------------------------------------------- | ------------------------------------------ | --- |
| 第1軍団 John Newton少将                                         | 第1師団 Lysander Cutler准将                | - 第1旅団（アイアン旅団、6個連隊） - 第2旅団（6個連隊）                                               |
| 第1軍団 John Newton少将                                         | 第2師団 John C. Robinson准将               | - 第1旅団（6個連隊） - 第2旅団（6個連隊）                                                             |
| 第1軍団 John Newton少将                                         | 第3師団 John R. Kenly准将                  | - 第1旅団（2個連隊） - 第2旅団（3個連隊） - 第3旅団（4個連隊）                                        |
| 第1軍団 John Newton少将                                         | - 砲兵旅団（5個砲兵中隊）                  | |
| 第2軍団 ガバヌーア・ウォーレン少将 John C. Caldwell准将（代理） | 第1師団 John C. Caldwell准将               | - 第1旅団（3個連隊） - 第2旅団（アイリッシュ旅団、5個連隊） - 第3旅団（4個連隊） - 第4旅団（4個連隊） |
| 第2軍団 ガバヌーア・ウォーレン少将 John C. Caldwell准将（代理） | 第2師団 アレクサンダー・S・ウェブ准将      | - 第1旅団（4個連隊） - 第2旅団（フィラデルフィア旅団、4個連隊） - 第3旅団（5個連隊）                  |
| 第2軍団 ガバヌーア・ウォーレン少将 John C. Caldwell准将（代理） | 第3師団 Alexander Hays准将                 | - 第1旅団（4個連隊） - 第2旅団（ジブラルタル旅団、5個連隊） - 第3旅団（4個連隊）                      |
| 第2軍団 ガバヌーア・ウォーレン少将 John C. Caldwell准将（代理） | - 砲兵旅団（6個砲兵中隊）                  | |
| 第3軍団 William H. French少将                                   | 第1師団 David B. Birney少将                | - 第1旅団（6個連隊） - 第2旅団（6個連隊） - 第3旅団（6個連隊）                                        |
| 第3軍団 William H. French少将                                   | 第2師団 Henry Prince准将                   | - 第1旅団（5個連隊） - 第2旅団（6個連隊） - 第3旅団（5個連隊）                                        |
| 第3軍団 William H. French少将                                   | 第3師団 Joseph B. Carr准将                 | - 第1旅団（3個連隊） - 第2旅団（4個連隊） - 第3旅団（4個連隊）                                        |
| 第3軍団 William H. French少将                                   | - 砲兵旅団（7個砲兵中置）                  | |
| 第5軍団 George Sykes少将                                        | 第1師団 Charles Griffin准将                | - 第1旅団（4個連隊） - 第2旅団（4個連隊） - 第3旅団（4個連隊）                                        |
| 第5軍団 George Sykes少将                                        | 第2師団 Romeyn B. Ayres准将                | - 第1旅団（6個連隊） - 第3旅団（4個連隊）                                                             |
| 第5軍団 George Sykes少将                                        | 第3師団 William McCandless大佐             | - 第1旅団（4個連隊） - 第3旅団（5個連隊）                                                             |
| 第5軍団 George Sykes少将                                        | - 砲兵旅団（5個砲兵中置）                  | |
| 第6軍団 ジョン・セジウィック少将                                | 第1師団 ホレイショ・ライト准将             | - 第1旅団（5個連隊） - 第2旅団（4個連隊） - 第3旅団（4個連隊）                                        |
| 第6軍団 ジョン・セジウィック少将                                | 第2師団 Albion P. Howe准将                 | - 第2旅団（5個連隊） - 第3旅団（5個連隊）                                                             |
| 第6軍団 ジョン・セジウィック少将                                | 第3師団 Henry D. Terry准将                 | - 第1旅団（5個連隊） - 第2旅団（3個連隊） - 第3旅団（5個連隊）                                        |
| 第6軍団 ジョン・セジウィック少将                                | - 砲兵旅団（7個砲兵中隊）                  | |
| 騎兵軍団 アルフレッド・プレソントン少将                         | 第1騎兵師団 ジョン・ビュフォード准将       | - 第1騎兵旅団（4個騎兵連隊） - 第2騎兵旅団（5個騎兵連隊）                                             |
| 騎兵軍団 アルフレッド・プレソントン少将                         | 第2騎兵師団 デイビッド・グレッグ准将       | - 第1騎兵旅団（7個騎兵連隊） - 第2騎兵旅団（7個騎兵連隊）                                             |
| 騎兵軍団 アルフレッド・プレソントン少将                         | 第3騎兵師団 ジャドソン・キルパトリック准将 | - 第1騎兵旅団（4個騎兵連隊） - 第2騎兵旅団（5個騎兵連隊） - 司令部護衛（1個騎兵連隊）                 |
| 騎兵軍団 アルフレッド・プレソントン少将                         | - 騎兵予備旅団（4個騎兵連隊）              | |
| 騎兵軍団 アルフレッド・プレソントン少将                         | - 独立騎兵（1個騎兵連隊）                  | |
| 騎兵軍団 アルフレッド・プレソントン少将                         | 騎馬砲兵隊                                 | - 第1騎馬砲兵旅団（6個騎馬砲兵中隊） - 第2騎馬砲兵旅団（6個騎馬砲兵中隊）                             |
| 砲兵予備 Robert O. Tyler准将                                    | 砲兵予備                                   | - 4個砲兵旅団 - 砲弾護衛部隊                                                                          |

### アポマトックス方面作戦
軍司令官：ミード少将
| 軍団                                                   | 師団                                                                   | 旅団                                                                                     |
| ------------------------------------------------------ | ---------------------------------------------------------------------- | ---------------------------------------------------------------------------------------- |
| 第2軍団 アンドリュー・A・ハンフリーズ少将              | 第1師団 ネルソン・マイルズ准将                                         | - 第1旅団（6個連隊） - 第2旅団（5個連隊） - 第3旅団（6個連隊） - 第4旅団（7個連隊）      |
| 第2軍団 アンドリュー・A・ハンフリーズ少将              | 第2師団 William Hays准将 Thomas Smythe准将 フランシス・C・バーロー准将 | - 第1旅団（11個連隊） - 第2旅団（5個連隊） - 第3旅団（9個連隊） - 独立狙撃兵中隊         |
| 第2軍団 アンドリュー・A・ハンフリーズ少将              | 第3師団 Gershom Mott少将（負傷） Régis de Trobriand准将                | - 第1旅団（8個連隊） - 第2旅団（7個連隊） - 第3旅団（5個連隊）                           |
| 第2軍団 アンドリュー・A・ハンフリーズ少将              | - 砲兵旅団（8個砲兵中隊）                                              |                                                                                          |
| 第5軍団 ガバヌーア・ウォーレン少将 Charles Griffin少将 | 第1師団 Charles Griffin少将 Joseph J. Bartlett准将                     | - 第1旅団（2個連隊） - 第2旅団（3個連隊） - 第3旅団（9個連隊）                           |
| 第5軍団 ガバヌーア・ウォーレン少将 Charles Griffin少将 | 第2師団 Romeyn B. Ayres少将                                            | - 第1旅団（4個連隊） - 第2旅団（4個連隊） - 第3旅団（7個連隊）                           |
| 第5軍団 ガバヌーア・ウォーレン少将 Charles Griffin少将 | 第3師団 サミュエル・クロウフォード少将                                 | - 第1旅団（3個連隊） - 第2旅団（5個連隊） - 第3旅団（7個連隊） - 独立1個狙撃兵大隊       |
| 第5軍団 ガバヌーア・ウォーレン少将 Charles Griffin少将 | - 砲兵旅団（6個砲兵中置）                                              |                                                                                          |
| 第6軍団 ホレイショ・ライト少将                         | 第1師団 Frank Wheaton少将                                              | - 第1旅団（6個連隊） - 第2旅団（4個連隊） - 第3旅団（6個連隊）                           |
| 第6軍団 ホレイショ・ライト少将                         | 第2師団 George W. Getty准将                                            | - 第1旅団（5個連隊） - 第2旅団（6個連隊） - 第3旅団（6個連隊）                           |
| 第6軍団 ホレイショ・ライト少将                         | 第3師団 Truman Seymour准将                                             | - 第1旅団（5個連隊） - 第2旅団（7個連隊）                                                |
| 第6軍団 ホレイショ・ライト少将                         | - 砲兵旅団（8個砲兵中隊）                                              |                                                                                          |
| 第9軍団 John Parke少将                                 | 第1師団 Orlando B. Willcox少将                                         | - 第1旅団（6個連隊） - 第2旅団（6個連隊） - 第3旅団（7個連隊） - 1個歩兵連隊（工兵業務） |
| 第9軍団 John Parke少将                                 | 第2師団 Robert B. Potter准将（負傷） Simon G. Griffin准将              | - 第1旅団（8個連隊） - 第2旅団（9個連隊）                                                |
| 第9軍団 John Parke少将                                 | 第3師団 ジョン・ハートランフト少将                                     | - 第1旅団（3個連隊） - 第2旅団（3個連隊）                                                |
| 第9軍団 John Parke少将                                 | - 砲兵旅団（16個砲兵中隊）                                             |                                                                                          |
| 騎兵                                                   | 第2騎兵師団 ジョージ・クルック准将                                     | - 第1騎兵旅団（5個騎兵連隊） - 第2騎兵旅団（5個騎兵連隊） - 第3騎兵旅団（4個騎兵連隊）   |

## 参考資料
- Beatie, Russel H. Army of the Potomac: Birth of Command, November 1860 – September 1861. New York: Da Capo Press, 2002. ISBN 0-306-81141-3.
- Beatie, Russel H. Army of the Potomac: McClellan Takes Command, September 1861 – February 1862. New York: Da Capo Press, 2004. ISBN 0-306-81252-5.
- Beatie, Russel H. Army of the Potomac: McClellan's First Campaign, March – May 1862. New York: Savas Beatie, 2007. ISBN 978-1-932714-25-8.
- Eicher, John H., and Eicher, David J., Civil War High Commands, Stanford University Press, 2001, ISBN 0-8047-3641-3.

## その他関連資料
- Chamberlain, Joshua L. The Passing of the Armies: An Account of the Final Campaign of the Army of the Potomac. New York: Bantam Books, 1993. ISBN 0-553-29992-1. First published 1915 by G.P. Putnam's Sons.
- Taaffe, Stephen R. Commanding the Army of the Potomac. Lawrence: University of Kansas Press, 2006. ISBN 0-7006-1451-6.
- Welcher, Frank J. The Union Army, 1861–1865 Organization and Operations. Vol. 1, The Eastern Theater. Bloomington: Indiana University Press, 1989. ISBN 0-253-36453-1.